# پهلوموجی

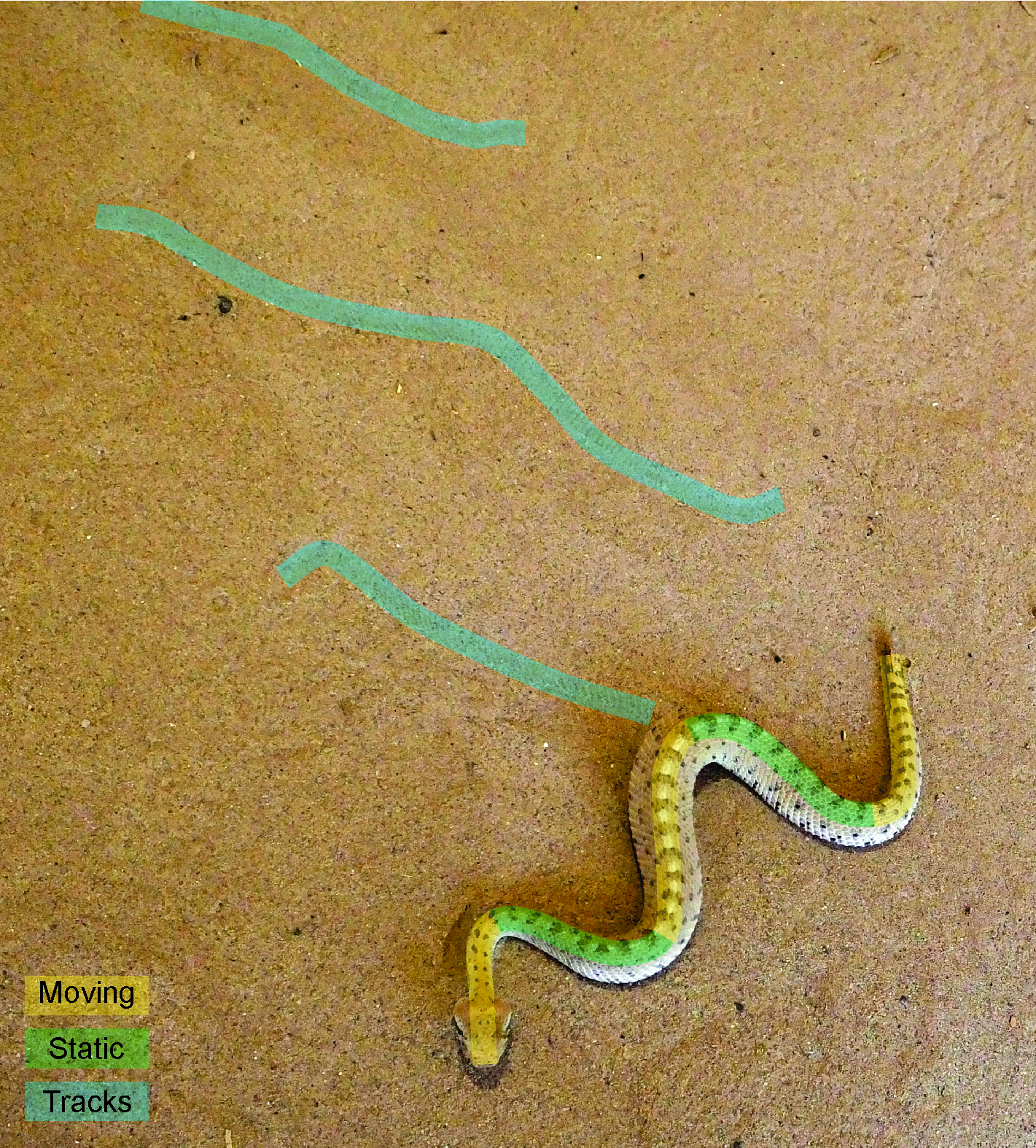
پهلوموجی در یک مار زنگی تازه متولدشده. در عکس، ناحیه‌های زرد از بالای ماسه و در حال حرکت هستند، در حالی که نواحی سبز در تماس ایستا با ماسه هستند. آبی نشان‌دهنده آهنگ جابجایی است. رد مسیرها دیده می‌شود که نشان می‌دهد بدن مار در هنگام تماس با زمین ساکن است.

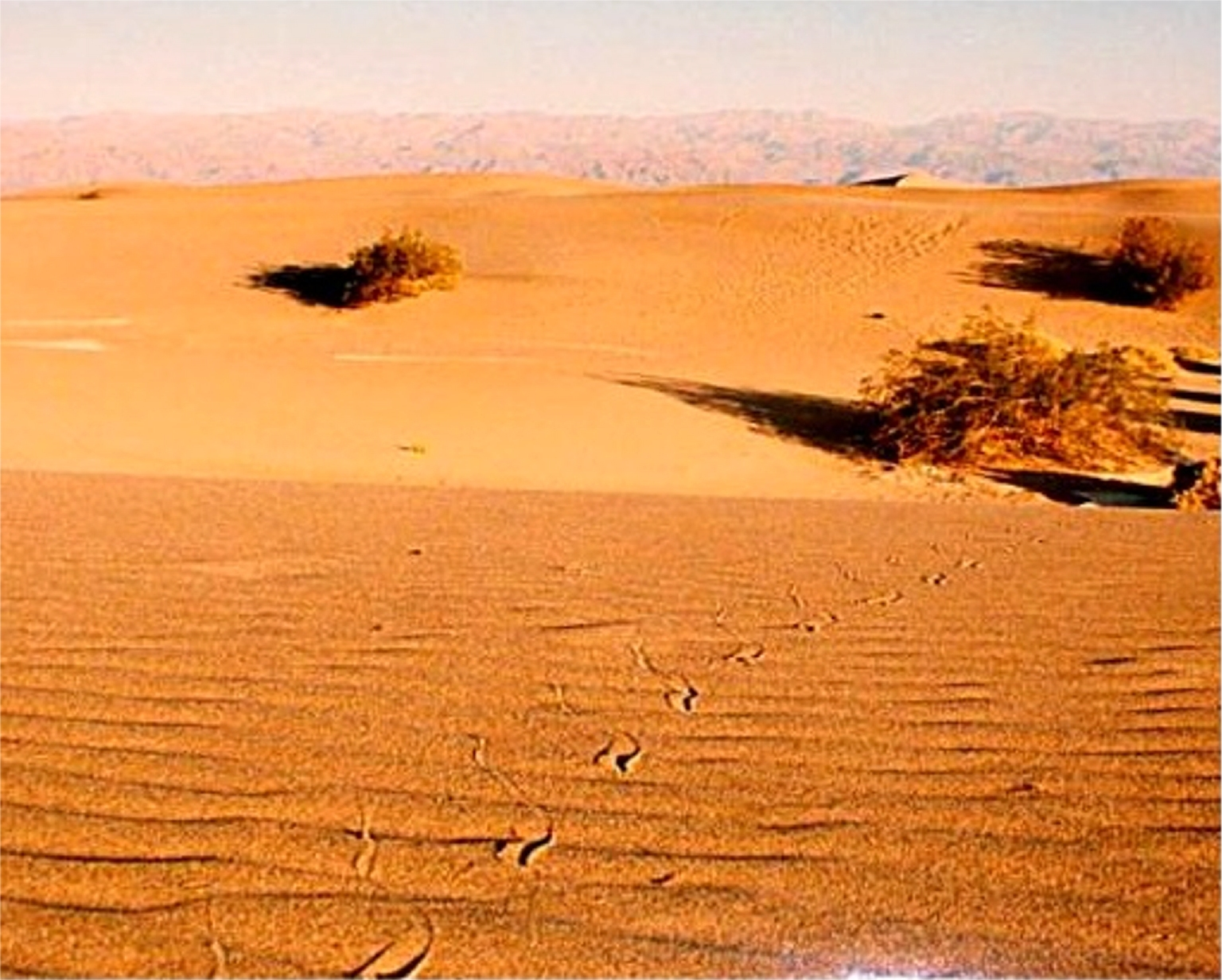
ردپای یک پهلوموج‌رو در شن و ماسه.

پهلوموجی یا پهلوموج‌روی یا پهلوموج‌رفتن (به انگلیسی: Sidewinding) یک نوع جابجایی منحصر به فرد برای مارها است که برای حرکت در بسترهای سست یا لغزنده استفاده می‌شود. اغلب توسط افعی شاخدار بیابانی، مار زنگی پهلوموج‌رو موجاو، Crotalus cerastes، و افعی پهلوموجی بیابانی نامیب، Bitis peringueyi، برای حرکت در شن‌های سست بیابان، و همچنین توسط مارهای آب‌ماران در جنوب شرق آسیا برای حرکت استفاده می‌شود. زمین‌های گلی جزرومدی هر تعدادی از مارهای سنوفیدی را می‌تواند وادار کند که روی سطح صاف پهلوموجی برود، اگرچه دشواری آنها برای انجام این کار و مهارت آنها در آن بسیار متفاوت است.
مارهای زنگی پهلوموج‌رو می‌توانند برای بالا رفتن از شیب‌های شنی از پهلوموج رفتن و افزایش بخشی از بدن در تماس با ماسه استفاده کنند تا با کاهش نیروی تسلیم ماسه مایل مطابقت داشته باشد و به آنها اجازه دهد تا حداکثر شیب شنی ممکن را بدون لغزش بالا بروند. اجرای این طرح کنترلی در یک ربات مار با توانایی چرخش به سمت روبات، به ربات اجازه داد تا موفقیت مارها را تکرار کند.